# 1770 en santé et médecine
| Années de la santé et de la médecine : 1767 - 1768 - 1769 - 1770 - 1771 - 1772 - 1773    |
| Décennies de la santé et de la médecine : 1740 - 1750 - 1760 - 1770 - 1780 - 1790 - 1800 |

Cet article présente les faits marquants de l'année 1770 en santé et médecine.

## Événements
- En France on crée quatre établissements de santé pour lutter contre les maladies vénériennes[1].
- « Dans les années 1770, le problème des maladies des artisans fait subitement l’objet d’un débat dans les sphères médicales parisiennes, dans les académies, enfin dans l’opinion publique. » Thomas Le Roux « L'effacement du corps de l'ouvrier. La santé au travail lors de la première industrialisation de Paris (1770-1840) », dans Le Mouvement Social, 2011/1 (n° 234), p. 103-119.

## Épidémies

### Canada
- Vers 1770, la « maladie de la Baie-Saint-Paul » (la syphilis) commence à se répandre à partir de cette ville du Québec[2].

### France
- Épidémie de variole[3].

### Haïti
- Épidémie de charbon[4].

## Publications
- Henri François Le Dran, The operations in surgery of Mons. Le Dran, trad. Thomas Gataker (mort en 1769), avec remarques et planches de William Cheselden, chirurgien.
- John Turberville Needham : Mémoire sur la maladie contagieuse des bêtes à cornes, Bruxelles  (OCLC 14317598)
- William Northcote (en) : The marine practice of physic and surgery[5],[6].

## Naissances
- 1er février : César Julien Jean Legallois (mort en 1814), médecin et physiologiste français, auteur d'Expériences sur le principe de la vie, notamment sur celui des mouvements du cœur, et sur le siège de ce principe (1812).
- 8 mai : Johann Trommsdorff (mort en 1837), pharmacien et chimiste allemand.
- 1er août : Alexandre Marcet (mort en 1822), médecin genevois puis britannique, promoteur de l’analyse chimique des fluides et des solides corporels.

Date non précisée
- Anastase Géorgiade, médecin grec, auteur d'un Mémoire sur la contagion des maladies exotiques : telles que la peste orientale, le choléra-morbus, la fièvre jaune, etc., où il est démontré que les miasmes de ces maladies ne peuvent jamais infecter l'air atmosphérique, ni se propager par lui, et qu'ils se communiquent seulement par le contact immédiat (1832).
- Alexander Philips Wilson Philip[7] (mort en 1847) ; son ouvrage A treatise on febrile diseases sera traduit en français : Des fièvres intermittentes et rémittentes en 1819.

## Décès
- Bernhard Siegfried Albinus (né en 1697), médecin et anatomiste allemand, élève de Sébastien Vaillant[8].
- Pierre-Louis Gandoger de Foigny (né en 1732), auteur d'un Traité pratique de l'inoculation.
- Henri François Le Dran (né en 1685), chirurgien en chef à la Charité de Paris et chirurgien du roi.
- James Parsons (né en 1705), médecin, né en Irlande, éduqué en France.
- Jean-Baptiste Sénac (né en 1693), premier médecin du roi Louis XV, précurseur de la cardiologie.